# Хучи (Клуж)
Хучи (рум. Huci) насеље је у Румунији у округу Клуж у општини Кожокна. Oпштина се налази на надморској висини од 378 m.

## Становништво
Према подацима из 2002. године у насељу је живело 36 становника, од којих су сви румунске националности.